# Тачке
Тачке су ручна колица најчешће са једним точком, која гура један човек помоћу две ручице; налазе примену за ношење терета у хортикултури и грађевинарству. Употреба колица у расадницима је вишеструка за превоз супстрата, ђубрива, извожење корова, опалог лишћа, покошене траве до компостишта. Савремена ручна колица праве се од метала или пластичних маса, а ређе од дрвета. 

## Основне карактеристике
Добра расадничка колица треба да имају погодну запремина сандука за терет 85-175 L. Ако је сандук од метала најбољи је од поцинкованог челичног лима пресованог из једног комада. Носивост до 250 kg; дужина 110 cm, ширина 80 cm, дубина сандука 53 cm (напред) и 32 cm позади. Точак је најчешће са пнеуматиком 400х100 mm.

## Историјат
Тачке су биле познате у Кини од II века (Хан династија). Стари Грци и Римљани нису познавали овакав облик колица. Користили су корпе и тезгере, а на пољима под пољопривредним културама кола. Остале древне културе имале су разне типове саоница које су вукли радници или запрега. Овакве саонице још постоје у источној Турској. У Европи се тако користан и једноставан изум појавио тек током касног средњег века. Први писани трагови о тачкама потичу из 1340. године. Неке од њих су практично корпе на точковима, док су друге имале бочне странице и/или предњу. Колица су прављена од дрвета, а током XIX века појавила су се и метална.

### Новије измене
Иновација XX века су тачке са лоптастим точком која су стабилнија и лакше савлађују препреке (степенице, ивичњаке). Код овог модела ("Ballbarrow") може да се запремина пластичног сандука повећава и смањује, додавањем и скидањем пластичног рама. Тачке је 1974. патентирао Џејмс Дајсон (James Dyson) познати енглески проналазач и индустријски дизајнер .
Друга измена везана је за ергономске ручице које при истовару не захтевају заморно подизање руку изнад главе, а новину представљају и помоћни точкови који ротирају у хоризонталној равни као и пуна гума на точковима од Elastofoam-а која је отпорна на прелазак преко ексера, стакла и других оштрих предмета. 